# 臺灣省公務人員高等暨普通考試
臺灣省公務人員高等暨普通考試，簡稱臺省高普考，是中華民國考試院於1952年至1968年間，為了錄取更多臺灣籍公務人員為政府工作，並解決公務人員考試有「分區定額限制」之缺陷，而在全國性質的公務人員考試之外特別創立的考試制度。臺省高普考持續17年，是當時臺灣省籍民眾成為公務員的主要途徑之一。:113

## 政策背景
1949年，中華民國政府於國共內戰中失利，決定撤退來臺，實際有效統治領土僅剩「自由地區」。然而，甫於1947年公布施行的《中華民國憲法》並未隨之修正，導致考試院重新開辦全國性質的公務人員考試時，仍得按照憲法第85條規定採行「分區定額制」，也就是按照「中華民國法定領土」各省區分配考試錄取名額，原意是要在為數不多的公務員職缺中，為人口少、教育程度低的省份保留名額，以保障邊疆百姓從事公職的權利。
由於中華民國實際統治領土已限縮，考試院在1950年、1951年分別舉辦政府遷臺後第1次、第2次公務人員考試時，便遭逢許多問題。首先，許多省區無人報考（如西藏、新疆）或考生人數不到10人（如廣西、雲南），只能降低考試錄取標準擇優錄取；其次，考生較多的省份（如臺灣、福建）及格者也多，卻因定額限制無法錄取，對這些省份的考生並不公平；最後，中華民國政府遷臺後，公務員職缺因政府機關降、減編而減少，公務人員考試的考生即使合格錄取，也僅是取得公務員資格，而無法立即分發任用，違背考試初衷。:116-120
因此，為了解決上述問題，考試院在憲法規定與現實情況中提出折衷方案，也就是在全國性質的公務人員考試之外，為臺灣省籍民眾加開臺省高普考，從而增加臺籍考生的錄取名額。為了確保政策實行，非臺灣省籍民眾不得報考臺省高普考，也不能透過轉換省籍方式取得考試資格。此外，臺省高普考的錄取者初次分發時就會被分到臺灣省政府。這些做法都是顧及臺灣人對政府的觀感，盡力消弭不公平制度的影響。:120-122

## 考試概況

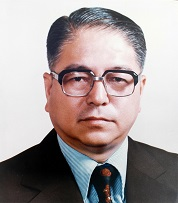
前臺灣省主席林洋港也是臺省高考錄取者。

臺省高普考自1952年開辦，至1968年停辦，每年招考一次，共舉辦17次。除了考生省籍限制外，臺省高普考的考試程序、種類、科目及報名手續都與全國高普考極為相似。以考試種類來說，兩項考試都是招考「普通行政人員」與「建設人員」，且都以分數高低為錄取標準。由於臺省考生能自由選擇要報考全國高普考或臺省高普考，因此只要兩項考試的政策出現差異，臺省考生就會選擇最有利者應考。舉例來說，臺省高考自1960年起不再招考「普通行政人員」，許多臺籍考生便因此改考全國高考。:121-122
在那個時代，能參加公務人員考試的考生都是受過高等教育的社會菁英。以臺省高考來說，考生多半是大學畢業生，且有將近一半都是國立臺灣大學校友。考生無論是報考「普通行政人員」與「建設人員」，在專業科目外都必須接受共同科目考試；以臺省高考來說，共同科目是「國父遺教」、「國文」、「本國歷史及地理」與「憲法」。整體而言，17次臺省高考共錄取1,581人，錄取者包括林金莖、邱創煥、林洋港、楊寶發等，且都在考試錄取後順利進入中央政府機關或臺灣省政府任職，可見臺省高普考確實發揮其部分功能。:123-127

## 停辦
臺省高普考是考試院為了解決全國高普考的制度性問題，而提出的臨時政策措施；因此當原本的問題有所改善時，臺省高普考也就失去存在目的。在1991年修憲刪除「分區定額限制」前，考試院都得依此限制分配公務員錄取名額；但考試院仍設法在1962年修正《考試法》第21條第2項規定，增列「但仍得依考試成績按定額標準比例增減錄取之。對於無人達到錄取標準之省區得降低錄取標準十分，仍無人可資錄取時，任其缺額。」之但書，透過調整各省區定額的倍數改善制度問題。:132
根據這項但書，由於臺籍考生每年的及格人數都最多，考選部即依臺籍及格者人數作為基準除以定額數作為各省區定額的倍數。實際上各省區報考人數本來就少，這項但書可說是為臺籍考生特別設計，以增加臺籍考生錄取率。此外，為了改善「錄取卻無法分發任用」的問題，考試院與主要用人機關行政院幾次交涉後，再次重申「未經考試不得擔任公務人員」的原則，並要求各機關事先調查缺額及歷年任用人數，讓考試院能據此調整錄取門檻和名額。:132-1331967年9月，行政院人事行政局成立，由該局統籌行政院各機關人事任用問題。
1967年，考試院預告將於隔年舉辦最後一次臺省高普考；1968年舉行最後一次考試，當年度只有11位考試及格錄取；1969年，臺省高普考正式併入全國高普考，就此走入歷史。:135